# North American Boxing Organization
Die North American Boxing Organization (NABO) ist eine mit der WBO assoziierte Boxorganisation und wurde im Jahre 1991 gegründet.
Der Verband vergibt den nordamerikanischen Meistertitel (WBO-NABO-Titel).